# Cady Noland
Cady Noland (* 1956 in Washington, D.C.) ist eine US-amerikanische Objekt- und Installationskünstlerin sowie Fotografin.

## Leben
Cady Noland wurde als Tochter des amerikanischen Farbfeldkünstlers Kenneth Noland geboren.
Ihre Arbeiten beschäftigen sich unter anderem mit den fehlgeschlagenen Versprechungen des Amerikanischen Traums und den Themen von Ruhm und Anonymität. Typisch für ihre Werke sind seit den 1980er- und 1990er-Jahren raumfüllende Installationen oder Geländer aus Stahlrohren, bedruckten Aluminiumplatten und Maschendrahtzäunen, massive Ketten aus metallenen Gliedern, Motoröl-Dosen, Autoreifen und sonstigen Autoteilen oder orthopädischen Gehhilfen, Bierdosen, amerikanischen Fahnen, Handschellen, Helmen und sonstigem militärischen oder Polizei-Ausrüstungsgegenständen, die als Symbole für Gewalt, Angst und Ausgrenzung in der amerikanischen Gegenwartsgesellschaft zu lesen sind, aber auch auf die Grenzen der Mobilität in der Gesellschaft verweisen.
Einige Werke verarbeiten Gewaltszenen, die in den Massenmedien zu sehen waren und daher weit bekannt sind: Tanya as a Bandit von 1989 zeigt die Enkelin von William Randolph Hearst, Patty Hearst, wie sie bei einem Überfall mit einer automatischen Waffe um sich schießt. Die Frau hatte sich 1974 der Symbionese Liberation Army angeschlossen, von der sie ursprünglich entführt worden war. Das Werk Oozewald, ebenfalls aus dem Jahr 1989, zeigt die Ermordung des mutmaßlichen Kennedy-Attentäters Lee Harvey Oswald. Es wurde 2011 bei Sotheby’s, New York für 6,9 Mio. US-Dollar verkauft. Das war der bis dahin höchste bekannt gewordene Preis für ein Kunstwerk einer noch lebenden Künstlerin. Das Nachfolge-Werk Bluewald wurde 2015 bei Christie’s New York für 9,797 Millionen US-Dollar verkauft.

## Kontroversen
Nolands Arbeiten wurden in verschiedenen Museen und Ausstellungen gezeigt. Ab Mitte der 1990er-Jahre hatte sie während eines Zeitraums von 22 Jahren keine Ausstellungen ihrer Werke mehr erlaubt. Sie lässt sich nicht fotografieren oder interviewen; wer sich nicht an ihre Vorgaben hält, läuft Gefahr, mit Gerichtsprozessen überzogen zu werden.
In diese Zeit fällt eine Begebenheit bei dem Auktionshaus Sotheby’s New York im Jahr 2011, wo sie sich von ihrer Arbeit Cowboys Milking (1990) „lossagte“ bzw. sie „desavouierte“ (englisch to disavow), weil sie deren Zustand monierte. Das Werk wies „in allen Ecken leichte Kratzer und Verbiegungen von der Aufhängung“ auf. Die daraufhin abgesagte Auktion zog Rechtsstreitigkeiten nach sich und führte zu einer Diskussion darüber, ob sich ein Künstler überhaupt von einem früheren Werk auf diese Weise distanzieren könne und welche Folgen das für den Kunstmarkt habe.
Cady Noland wird nicht von einer Galerie vertreten.
Bei dem Werk Log Cabin (englisch: Blockhaus) monierte Noland, dass dessen Holzfassade ohne Rückfrage bei ihr restauriert worden war. Die Skulptur war von 1990 bis 2014 vom Suermondt-Ludwig-Museum als Leihgabe im Freien ausgestellt worden, so dass sie durch die Feuchtigkeit Schaden genommen hatte. Daraufhin ließ sie der Leihgeber wieder herstellen. Nachdem das Werk weiterverkauft worden war und Noland von der Instandsetzung erfahren hatte, lehnte sie die Urheberschaft ab, was zu Rechtsstreitigkeiten zwischen dem neuen Erwerber, den Galeristen und Beratern führte.

## Werke in öffentlichen Sammlungen
- Misc. Spill, 1990. Museum of Contemporary Art, Los Angeles, Kalifornien, USA.
- Not yet titled, 1996, Museum für Moderne Kunst, Frankfurt am Main
- Mutated Pipe, 1989, Museum für Moderne Kunst, Frankfurt am Main

## Ausstellungen
- 1991: Whitney Biennial, Whitney Museum of American Art, New York City,
- 1992: Documenta IX, Kassel
- 1995: Museum Boijmans Van Beuningen, Rotterdam
- 1996: Wadsworth Atheneum, Hartford
- 2010: Mutated Pipe, Museum für Moderne Kunst, Frankfurt am Main
- 2018/2019: Cady Noland, Museum für Moderne Kunst, Frankfurt am Main[4]

## Schriften (Auswahl)
- Towards a Metalanguage of Evil – Zu einer Metasprache des Bösen, Edition Cantz, Stuttgart 1992, ISBN 3-89322-518-8 anlässlich der Dokumenta IX (der Essay stammt aus dem Jahr 1987).